# Heidi Blåfield
Heidi Blåfield (8 de febrero de 1900 – 21 de agosto de 1931) fue una actriz teatral y cinematográfica finlandesa, activa en la época del cine mudo. 

## Biografía
Su nombre completo era Heidi Lydia Blåfield, y nació en Mänttä, Finlandia, siendo sus padres Hugo y Lydia Blåfield. Su padre, un noble empobrecido, trabajaba como jefe de correos de Mänttä y tenía otros cinco hijos: Haidi, Seidi, Saidi, Henrik y Erik. A una edad temprana fue enviada a vivir a Helsinki, donde completó sus estudios de secundaria y trabajó en la oficina del Ministerio de Relaciones Exteriores. 
En 1921 obtuvo una pasantía en el Teatro Nacional de Finlandia, institución en la cual obtuvo un gran éxito encarnando a Elisa Doolittle en la obra de George Bernard Shaw Pigmalión. Finalmente, en el otoño de 1923 Heidi Blåfield se incorporó al elenco permanente del Teatro Nacional. Su futuro esposo, Jaakko Korhonen, trabajaba en dicho teatro desde 1916. 
La carrera cinematográfica de Heidi Blåfield se inició en 1923 con dos clásicos del cine mudo dirigidos por Erkki Karu, Nummisuutarit y Koskenlaskijan morsian. Posteriormente rodó otras cuatro películas, la última de ellas en 1929, Juhla meren rannalla.
En la primavera de 1931 Heidi Blåfield hizo un viaje de estudios a París, Berlín y Viena, y a su vuelta a Finlandia enfermó, falleciendo un par de días después en Helsinki. Fue enterrada en el Cementerio de Vilppula. 
Casada en 1922 con Jaakko Korhonen, la pareja tuvo dos hijas, Marja Korhonen y Heidi. Fue abuela de la actriz Heidi Herala y de la modelo Niina Heralan isoisoäiti. Blåfield y Korhonen se habían separado poco antes de la muerte de la actriz.

## Filmografía
- 1923 : Nummisuutarit
- 1923 : Koskenlaskijan morsian
- 1924 : Suursalon häät
- 1926 : Meren kasvojen edessä
- 1927 : Noidan kirot
- 1929 : Juhla meren rannalla